# 库特尼国家公园
库特尼国家公园（英語：Kootenay National Park）位于加拿大不列颠哥伦比亚的东南部，面积1,406平方公里，是世界遗产-加拿大落基山脉自然公园群的组成部分。公园成立于1920年，西南入口的海拔为918米，园内的戴尔塔法默山海拔达到3,424米。
库特尼国家公园是落基山脉四个相邻的国家公园中的一个，其余三个为其正东的班夫国家公园、正北的幽鹤国家公园，贾斯珀国家公园与它并不直接相邻。
公园全年开放，最佳旅游季节是6月到9月。很多露营地从5月初一直开放到9月底，冬季大部分都关闭，仅有少数开放。
公园的名字来自库特内河，是穿过公园的两条河流之一，另一条为弗米利恩河。库特尼河的上游在公园之外，穿过公园，流到落基山谷，最终流入哥伦比亚河。